# 小行星9669
小行星9669（英語：9669 Symmetria）是一颗围绕太阳公转的小行星。1997年7月8日，天文学家保罗·G·康宝在普雷斯科特发现了此天体。
这颗小行星的绝对星等为127.4617863157377等。